# Francisca Ramírez
Francisca Ramírez Torres (10 de octubre de 1976, La Fonseca, Nueva Guinea, Zelaya) es una líder campesina nicaragüense. Es conocida por co-coordinar el Consejo para la Defensa de la Tierra, el Lago y la Soberanía, movimiento que se opone a la ley de construcción del Canal Interoceánico.
También es conocida por su participación en las protestas en Nicaragua de 2018-2019 como lideresa del movimiento campesino y por su defensa de los derechos humanos.
Por su activismo el gobierno de Daniel Ortega y Rosario Murillo la tildó de «delincuente» y «terrorista» y hasta la acusó de ser responsable de las muertes sucedidas durante enfrentamientos entre campesinos y fuerzas combinadas (policías y paramilitares).

## Reseña biográfica
Nacida en La Fonseca en 1977, su familia era originaria de la costa del Pacífico de Nicaragua, pero fue desplazada en la década de 1950 en un programa del régimen de Somoza de reubicar a campesinos con pequeños huertos en la región para dar paso a florecientes cultivos de algodón. Estos agricultores, incluida la familia de Ramírez, fueron trasladados a las llamadas "colonias" en la costa caribeña, en aquel entonces selva virgen.
Los padres de Ramírez tuvieron cinco hijos, pero su padre se fue durante la guerra cuando ella tenía siete años, después de lo cual ayudó a su madre a criar a sus hermanos. Dejó la escuela después del tercer grado y a los 12 años comenzó a viajar a Managua para vender cultivos para los agricultores locales.
Ella co-coordina el movimiento que se opone a la ley 840, la cual otorgó la concesión de tierras públicas y privadas del país a la empresa Hong Kong Nicaragua Canal Development Investment Company, para la construcción de un canal interoceánico.
Bajo el amparo de dicha ley, el Estado de Nicaragua ha desplazado a miles de campesinos y pueblos originarios de distintas zonas de Nicaragua, entre ellas Nueva Guinea y Región Autónoma del Atlántico Sur (RAAS) desde 2013. El movimiento campesino por la Defensa de la Tierra, el Lago y la Soberanía lleva ya 95 marchas, muchas de las cuales, a pesar de ser pacíficas, han sido reprimidas con violencia e intimidación por parte del ejército y la policía de Nicaragua.
Francisca Ramírez presentó una alerta ante Frontline Defenders en 2016 tras sufrir repetidos ataques contra ella y su familia. "Su casa fue allanada, y las autoridades le acosaron y detuvieron. Durante cuatro años de resistencia pacífica, Francisca ha sido agredida repetidamente, dejándola herida físicamente y constantemente preocupada por posibles nuevos ataques."

### Entre las más poderosas de Centroamérica
En 2016, fue nombrada entre las 50 mujeres más poderosas de Centroamérica por la revista Forbes. Entre las otras nominadas figuran otras reconocidas mujeres influyentes de la región como Christiana Figueres, Ana Helena Chacón y Bianca Jagger.

### Medidas cautelares
En 2017, Ramírez se presentó ante la Comisión Interamericana de Derechos Humanos para solicitar medidas cautelares, las cuales fueron concedidas. Las medidas fueron solicitadas después de constantes denuncias por parte de Ramírez y su familia tras recibir acoso, intimidación y amenazas de muerte.
 "Así, se señaló que la (beneficiaria) fue detenida de manera arbitraria en varias oportunidades durante los años 2014,, 2015 y 2016 por varios motivos , presuntamente relacionados con su labor como defensora. Asimismo, habría recibido amenazas de muerte y en octubre de 2016, uno de sus hijos de nombre Gleybing López Álvarez habría sido asaltado por un grupo de personas fuertemente armadas y con uniforme militar.. Según los solicitantes, estos presuntos hechos ocurrieron al día siguiente de que un líder comunitario del partido de gobierno “...la acusara de ser la líder de grupos de narcotraficantes […]”
"El mecanismo de medidas cautelares se encuentra previsto en el artículo 25 del Reglamento de la CIDH. Según lo que establece el Reglamento, en situaciones de gravedad y urgencia la Comisión podrá, a iniciativa propia o a solicitud de parte, “solicitar que un Estado adopte medidas cautelares.  Tales medidas, ya sea que guarden o no conexidad con una petición o caso, se relacionarán con situaciones de gravedad y urgencia que presenten un riesgo de daño irreparable a las personas o al objeto de una petición o caso pendiente ante los órganos del Sistema Interamericano”. Estas medidas podrán ser de naturaleza colectiva a fin de prevenir un daño irreparable a las personas debido a su vínculo con una organización, grupo o comunidad de personas determinadas o determinables."

### Papel en lasProtestas en Nicaragua de 2018-2019
Francisca Ramírez como líder importante del movimiento campesino participó activamente (junto a su movimiento) en las marchas, caravanas y plantones antigubernamentales convocados por la sociedad civil y en muchos casos por el mismo movimiento campesino. Durante los meses de abril,  mayo, junio y julio de 2018 los campesinos tuvieron bajo su control una gran cantidad de "tranques" o "bloqueos" en la vías y carreteras de los departamentos del centro del país. Por esta participación muchos de los integrantes del movimiento fueron agredidos,  asesinados, amenazados,  asediados o arrestados. Los bloqueos fueron levantados en los meses de junio y julio de 2018 durante las "operaciones limpieza" (violentas operaciones conjuntas de policías y paramilitares para quitar tranques y barricadas) que dejaron cientos de muertos, heridos y arrestados (solamente opositores) en todo el país. Luego de las "operaciones limpieza" Francisca Ramírez tomó la decisión de exiliarse en Costa Rica debido a las constantes amenazas de muerte y prisión por parte del régimen de Daniel Ortega, así lo dio a conocer el día 25 de septiembre del año 2018. Aún desde el exilio Ramírez siguió liderando diversas protestas realizadas en el exterior, frente a la embajada nicaragüense en Costa Rica y en la frontera entre Nicaragua y Costa Rica

## Distinciones
- En 2017, fue nombrada entre las 5 finalistas para el premio "Frontline Defenders", que se otorga a defensores y defensoras de derechos humanos en el mundo. Ese año se recibieron 142 nominaciones de 56 países.[4]
- En 2016, fue nombrada entre las 50 mujeres más poderosas de Centroamérica según Forbes.[5]
- En 2019 fue ganadora del premio "homo homini" entregado por la ONG Checa People in Need, por su activismo a favor de los derechos humanos.